# Team Homer
«Team Homer» —«Equipo Homer» en España y el «El equipo de Homero» en Hispanoamérica— es el duodécimo episodio de la séptima temporada de la serie animada Los Simpson, estrenado en Estados Unidos el 7 de enero de 1996 en la cadena FOX. En él, Homer empieza un equipo de bolos junto con Apu, Moe y Otto, pero el señor Burns descubre que este fue financiado con su dinero e insiste en unirse. Al mismo tiempo, Bart decide llevar al colegio una camiseta que dice: «Abajo con los deberes», lo que desencadena una revuelta estudiantil que concluye con la implementación de uniformes escolares.
La dirección del cortometraje corrió a cargo de Mark Kirkland, mientras que Mike Scully se encargó de la redacción del guion, cuya idea para el argumento principal vino de un día en el que fue a jugar a los bolos. A su vez, se incluyeron referencias culturales hacia la revista MAD o la película de 1980 Caddyshack. Tras su emisión original, recibió críticas favorables en su mayoría, además de obtener una puntuación Nielsen de 9.4 por ser el tercer programa de la cadena mejor valorado aquella semana.

## Sinopsis
Tras no poder permitirse abonar una tasa de registro de quinientos dólares, Homer y sus amigos —Moe, Apu y Otto— acuden al señor Burns para que patrocine su equipo de bolos. Para ello, Homer se cuela en la oficina de su jefe mientras está anestesiado, por lo que este le extiende un cheque sin darse cuenta. Al mismo tiempo, Bart causa disturbios en el colegio al llevar una camiseta que dice: «Abajo con los deberes», lo que lleva a la dirección a imponer uniformes a todos los alumnos.
De vuelta en la bolera, Homer y sus amigos consiguen inscribirse en la competición, tras registrar su equipo con el nombre de Pin Pals —en español: Compañeros de bolos—, con el que consiguen derrotar a otros tres conjuntos y alcanzar la segunda posición. No obstante, el señor Burns recupera la consciencia y se da cuenta del talón que le concedió a Homer, por lo que pide participar en el equipo. Esto provoca la expulsión de Otto del mismo y la desilusión de los demás miembros con respecto al torneo, ya que Burns no es buen jugador.
En la escuela, los nuevos uniformes hacen que los alumnos acaben completamente desmoralizados. Sin embargo, en el momento en el que empieza una tormenta, los nuevos atuendos se empapan y hace que se destiñan, lo que da lugar a unos colores a modo de tie-dye que hace que los niños recuperen las ganas de diversión. Mientras tanto, antes de que empiece la final de la competición de bolos, Burns regala a sus compañeros nuevas camisetas. A dos bolos de la victoria, este toma su turno, al mismo tiempo que Otto vuelca una máquina autoventa, lo cual provoca vibraciones por todo el suelo y hace que los Pin Pals se coronen vencedores. Mientras el equipo lo celebra, el señor Burns agarra el trofeo y se lo queda para él.

## Producción

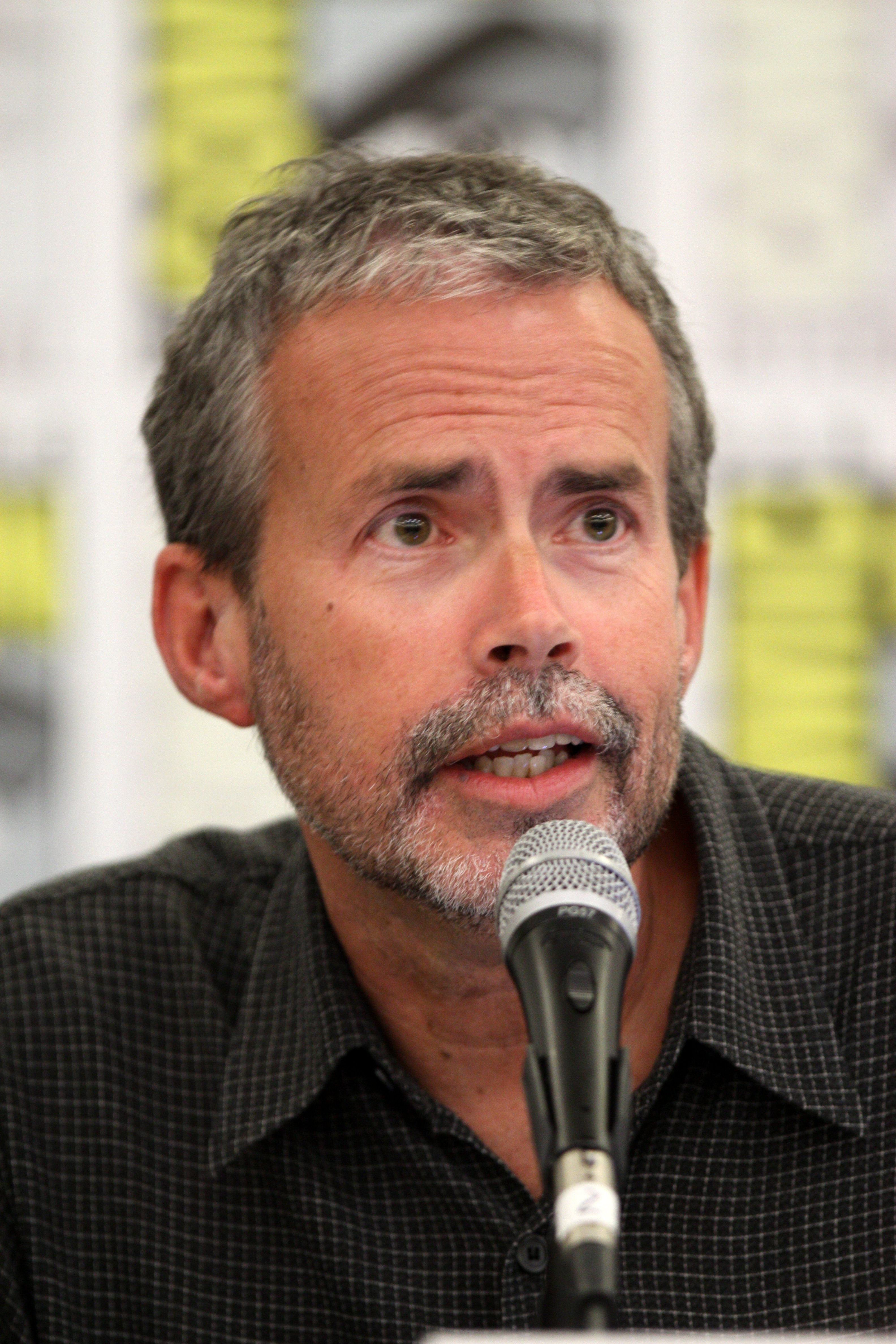
Mike Scully escribió el episodio, tras haber estado un día jugando a los bolos.

Mike Scully se encargó de la redacción del guion del episodio, ya que en aquel entonces jugaba «un montón» a los bolos y un día echando una partida le vino a la cabeza la idea para «Team Homer». Por su parte, el argumento que da lugar en la escuela llegó más adelante, cuando un día el colegio al que iban los hijos de Scully estaba considerando «pasarse a» los uniformes. Tanto él como los niños estaban en contra, por lo que decidieron añadirlo al cortometraje.
David Mirkin, antiguo showrunner de la serie, opinó que el episodio era «realmente divertido», porque había «un montón de personajes» y destacaron «montones de animación increíble». A este le gustó que se pudiese ver diferentes personajes «hacer equipo» y cómo se emparejaban. «Es bueno de alguna forma verlos juntos como esto. Particularmente el grupo de Homer que tiene algo de agradable emoción y realmente aúnan esfuerzos como un grupo», agregó.
Además, Mark Kirkland dirigió la producción del episodio. Cuando este leyó el guion inicialmente, pensó que el principal reto era que el tema de la bolera ya había sido tratado anteriormente en «Life on the Fast Lane», de la primera temporada. Debido a su previa aparición, el director sintió la presión de hacer que los carriles del establecimiento se vieran «realmente bien», por lo que acudió junto con su equipo de Film Roman a un local similar para comer. Allí observaron la pista de bolos a modo de inspiración y dibujaron unos bocetos. En el cortometraje de la primera temporada, se puede a observar a Marge siendo víctima de la obsesión de Jacques, un instructor del juego francés, quien vuelve a hacer una pequeña aparición en el nuevo episodio, pero sin diálogo. El propio Mirkin recuerda el material «muy cariñosamente» porque, cuando concluyó su producción, el personal obtuvo esferas de bolos personalizadas, mochilas tematizadas y camisetas de los Pin Pals como regalo. Scully dijo que las bolas eran «buenísimas de verdad» porque eran amarillas y llevaban el logo de Los Simpson.
Asimismo, Doris Grau, supervisora de guion y voz de Lunchlady Doris, murió el 30 de diciembre de 1995, ocho días antes de que el episodio se emitiese por primera vez, por lo que le realizaron una dedicatoria especial. Por otro lado, en una escena Homer le dice a Marge: «[Nosotros] estábamos tan cerca de ganar el campeonato. Ahora, gracias a Burns, nunca va a pasar. Y he gastado mucho tiempo construyendo esa vitrina para el trofeo». En ese momento, la escena cambia de plano y enfoca al mueble ideado por Homer con un premio Óscar que había robado. En la emisión original en FOX, el nombre grabado en la estatuilla era el de Haing S. Ngor, mientras que en las redifusiones y en los lanzamientos en DVD fue alterado a Don Ameche. Ngor, quien había ganado el premio al mejor actor de reparto por The Killing Fields (1984), fue asesinado el 25 de febrero de 1996, entre la primera y las subsiguientes emisiones, lo que les llevó a modificarlo para evitar que se insinuase que la muerte del intérprete fue a manos de Homer.

## Recepción

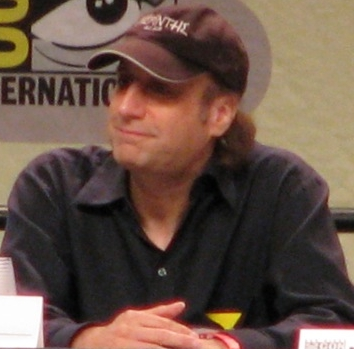
El showrunner David Mirkin catalogó el episodio como «excelente».